# Eidanger
Eidanger est une agglomération de la municipalité de Porsgrunn, dans le comté de Telemark, en Norvège.

## Description
Eidanger fut sa propre municipalité de 1838 jusqu'en 1964, date à laquelle elle a été incorporée à la municipalité de Porsgrunn. La partie principale d'Eidanger est une péninsule entre l'Eidangerfjord et le Frierfjord. Situé entre les communautés urbaines de Brevik et de Porsgrunn, et avec d'excellentes conditions naturelles pour la construction de ports, il est devenu le site de l'usine de Norsk Hydro à Herøya et de l'usine de béton de Dalen Portland (qui fait maintenant partie de la société Norcem) juste à l'extérieur de Brevik. 
L'église d'Eidanger y est située. Elle était à l'origine une église en pierre relativement simple dans le style roman, probablement construite vers 1150. L'église a été agrandie en 1787 et a reçu une nouvelle sacristie en 1981.

## Aires protégées
- Réserve naturelle de Holtsåsen créée en 2017.
- Réserve naturelle Demningane et Gravtjernåsen créée en 2019.